# سید محسن موسوی (چهره‌پرداز)
سید محسن موسوی (زاده ۵ دی ۱۳۴۳ - تهران) چهره‌پرداز سینما اهل ایران است.

## فیلم‌شناسی

### طراح چهره‌پردازی
- یتیم خانه ایران (۱۳۹۳)
- مروارید (۱۳۹۱)
- رستاخیز     (۱۳۹۱)
- بید مجنون (۱۳۸۳)
- قطار کودکی (۱۳۸۱)
- دهقان فداکار (۱۳۸۰)
- صنوبر (۱۳۸۰)
- باران (۱۳۷۹)
- هفت پرده (۱۳۷۹)
- بچه‌های نفت (۱۳۷۸)
- سهراب (۱۳۷۸)
- متولد ماه مهر (۱۳۷۸)
- میکس (۱۳۷۸)
- نسل سوخته (۱۳۷۸)
- تابلویی برای عشق (۱۳۷۶)
- تولد یک پروانه (۱۳۷۶)
- رنگ خدا (۱۳۷۶)
- مهر مادری (۱۳۷۶)
- بچه‌های آسمان (۱۳۷۵)
- روی خط مرگ (۱۳۷۵)
- پدر (۱۳۷۴)
- تجارت (۱۳۷۳)

### چهره‌پرداز
- مهتاب روی سکو (۱۳۸۹)
- سفر به هیدالو (۱۳۸۴)
- علی و دنی (۱۳۷۹)
- تولد یک پروانه (۱۳۷۶)
- سفر به چزابه (۱۳۷۴)
- دو نیمه سیب (۱۳۷۰)
- مدرسه پیرمردها (۱۳۷۰)
- سفر جادویی (۱۳۶۹)
- گالان (۱۳۶۹)
- باغ سید (۱۳۶۸)
- مادر (۱۳۶۸)

عروسی خوبان (۱۳۶۷)
- تیرباران (۱۳۶۵)

## جشنواره‌ها
- دیپلم افتخار بهترین چهره‌پردازی برای فیلم بچه‌های آسمان در پانزدهمین دوره جشنواره فیلم فجر (۱۳۷۵)
- سیمرغ بلورین بهترین چهره‌پردازی برای فیلم رستاخیز در سی و دمین دوره جشنواره فیلم فجر (۱۳۹۲)[۱]